# Резолюция 31 на Съвета за сигурност на ООН
Резолюция 31 на Съвета за сигурност на ООН е приета на 25 август 1947 по повод Индонезийската национална революция. Чрез резолюцията Съветът за сигурност предлага помощта си в уреждането на спорните въпроси между страните в конфликта, като постановява създаване на помирителен комитет в състав от трима членове на съвета: двама членове, посочени, съответно, от правителствата на Нидерландия и Република Индонезия, и един член на съвета, посочен от станалите двама членове на комитета.
Резолюция 30 е приета с мнозинство от 8 гласа, като трима от членовете на Съвета за сигурност – Сирия, Полша, СССР – гласуват въздържали се.
След приемането на резолюцията е сформиран тричленен помирителен комитет в състав: представител на Белгия (посочен от Нидерландия), представител на Австралия (посочен от Република Индонезия) и представител на САЩ (посочен от останалите двама членове на комитета).